# Ардс (район)
Ардс (англ. Ards Borough Council) — район, существовавший до 1 апреля 2015 года в Северной Ирландии в графстве Даун.
В 2011 году планировалось объединить район с районом Северный Даун, однако в июне 2010 года Кабинет министров Северной Ирландии сообщил, что не может согласиться с реформой местного самоуправления и существующая система районов останется прежней в обозримом будущем.
С 1 апреля 2015 года объединен с районом Северный Даун в район Ардс-энд-Норт-Даун